# Keely Kelleher
Keely Blair Kelleher (Bozeman, 12 agosto 1984) è un'ex sciatrice alpina statunitense.

## Biografia
Originaria di Big Sky e attiva in gare FIS dal dicembre del 1999, la Kelleher in Nor-Am Cup esordì l'8 marzo 2001 a Snowbird in slalom gigante (24ª), colse il primo podio l'11 febbraio 2003 ad Aspen in supergigante (3ª) e la prima vittoria l'8 febbraio 2006 a Big Mountain nella medesima specialità. Debuttò in Coppa del Mondo il 1º dicembre 2007 a Lake Louise in discesa libera (44ª) e il 16 dicembre successivo conquistò nelle medesime località e specialità la sua seconda e ultima vittoria in Nor-Am Cup; sempre a Lake Louise, ma in supergigante, ottenne anche il suo miglior piazzamento in Coppa del Mondo, il 6 dicembre 2009 (20ª).
Il 31 gennaio 2010 prese per l'ultima volta il via in Coppa del Mondo, a Sankt Moritz in supergigante (49ª), e il 26 febbraio successivo ottenne ad Aspen in discesa libera l'ultimo podio in Nor-Am Cup (3ª). Si ritirò al termine di quella stesa stagione 2009-2010 e la sua ultima gara fu uno slalom gigante FIS disputato il 12 aprile a Mission Ridge, chiuso dalla Kelleher al 22º posto. In carriera non prese parte a rassegne olimpiche o iridate.

## Palmarès

### Coppa del Mondo
- Miglior piazzamento in classifica generale: 112ª nel 2009

### Coppa Europa
- Miglior piazzamento in classifica generale: 45ª nel 2008
- 2 podi:
  - 1 secondo posto
  - 1 terzo posto

### Nor-Am Cup
- Miglior piazzamento in classifica generale: 3ª nel 2003 e nel 2006
- 8 podi:
  - 2 vittorie
  - 2 secondi posti
  - 4 terzi posti

#### Nor-Am Cup - vittorie
| Data             | Località     | Paese       | Specialità |
| ---------------- | ------------ | ----------- | ---------- |
| 8 febbraio 2006  | Big Mountain | Stati Uniti | SG         |
| 16 dicembre 2007 | Lake Louise  | Canada      | DH         |

Legenda:

DH = discesa libera

SG = supergigante

### South American Cup
- Miglior piazzamento in classifica generale: 4ª nel 2009
- Vincitrice della classifica di supergigante nel 2009
- 2 podi:
  - 1 vittoria
  - 1 terzo posto

#### South American Cup - vittorie
| Data              | Località | Paese | Specialità |
| ----------------- | -------- | ----- | ---------- |
| 16 settembre 2008 | La Parva | Cile  | SG         |

Legenda:

SG = supergigante

### Campionati statunitensi
- 2 medaglie:
  - 1 oro (supergigante nel 2010)
  - 1 bronzo (slalom gigante nel 2009)